# Thiệu Vũ, Nam Bình
Thiệu Vũ (chữ Hán giản thể: 邵武市, âm Hán Việt: Thiệu Vũ thị) là một thành phố cấp huyện của địa cấp thị Nam Bình, tỉnh Phúc Kiến. Cộng hòa Nhân dân Trung Hoa. Thành phố Thiệu Vũ nằm ở tây bắc bộ Phúc Kiến, chân núi phía nam dãy núi Vũ Di Sơn, có diện tích 2837 km², dân số 300.000 người. Thời Tam Quốc (năm 260), thành lập huyện Chiêu Vũ, năm Tấn Nguyên Khang thứ nhất (291) đổi thành huyện Thiệu Vũ, năm Thái Bình Hưng Quốc nhà Tống (979) lập quân Thiệu Vũ, nhà Nguyên cải tên thành lộ Thiệu Vũ. Nhà Minh và nhà Thanh đổi thành phủ, năm 1913 bỏ phủ đổi thành huyện. Tháng 8/1983 lập thành phố Thiệu Vũ.